# ベルモンテ谷
ベルモンテ谷（ベルモンテたに、英: Belmont Chasma）は、天王星の衛星チタニアに存在する谷である。
ウルスラ・クレーターを横切っており、比較的若い構造と考えられる。既知の長さ約258km、名前はヴェニスの商人の舞台ベルモンテ・カーラブロに由来する。